# آرتور نیل
آرتور نیل (انگلیسی: Arthur Neal; ۲۰ دسامبر ۱۹۰۳ – 1982 (aged 78)) بازیکن فوتبال بود.
از باشگاه‌هایی که در آن بازی کرده‌است می‌توان به باشگاه فوتبال لیورپول اشاره کرد.